# Cryptodus paradoxus
Cryptodus paradoxus är en skalbaggsart som beskrevs av Macleay 1819. Cryptodus paradoxus ingår i släktet Cryptodus och familjen Dynastidae. Inga underarter finns listade i Catalogue of Life.